# Oficina de Colonització de Hokkaidō
L'Oficina de Colonització d'Hokkaidō (en japonés: 開拓使, Kaitakushi) sovint anomenada també com Oficina de Pioners va ser l'organisme de govern a Hokkaido, en aquella epoca Ezo, des de 1869 a 1882. Aquest organisme va ser fundat per promoure l'exploració i el desenvolupament de l'illa de Hokkaido.

## Història

### Escàndol de 1881 i dissolució
L'oficina va ser completament dissolta l'any següent, el 1882. Tres prefectures són llavors creades: la de Hakodate, la de Sapporo i la de Nemuro. No obstant això, també són suprimides l'any 1886 per fer la prefectura única d'Hokkaido.

### Llista de comisionats
| Comissionat | Comissionat | Comissionat           | Partit | Mandat                                    |
| ----------- | ----------- | --------------------- | ------ | ----------------------------------------- |
|             | 1.          | Naomasa Nabeshima     | Ind    | 13 de juliol de 1869 - 25 d'agost de 1869 |
|             | 2.          | Michitomi Higashikuze | Ind    | 25 d'agost de 1869 - 15 d'octubre de 1871 |
|             | 3.          | Kuroda Kiyotaka       | Ind    | 2 d'agost de 1874 - 11 de gener de 1882   |
|             | 4.          | Tsugumichi Saigō      | Ind    | 11 de gener de 1882 - 8 de febrer de 1882 |

## Consellers estrangers
- Horace Capron
- William Penn Brooks
- Edwin Dun
- Luois Bohmer
- William Smith Clark
- Benjamin Smith Lyman
- Henry Smith Munroe
- Thomas Antisell
- Albert Bates

Durant la seua existència, l'Oficina de Colonització d'Hokkaidō va emplear un total de 48 experts americans, 17 europeus i 13 xinesos.